# トラビーア
トラビーア（イタリア語: Trabia, シチリア語: Trabbìa）は、イタリア共和国シチリア自治州パレルモ県にある、人口約1万人の基礎自治体（コムーネ）。

## 地理

### 位置・広がり
パレルモ県のコムーネ。テルミニ・イメレーゼから西北西へ5km、県都パレルモから東南東へ28kmの距離にある。

#### 隣接コムーネ
隣接するコムーネは以下の通り。
- アルタヴィッラ・ミリーチア
- カッカモ
- カステルダッチャ
- テルミニ・イメレーゼ

## その他
日本の市民科学プロジェクトCOIASによって発見された小惑星の1つに、発見した市民ボランティアの1人のゆかりの地であることからトラビーアと命名された。